# Margaret Lindsay Huggins
Margaret Lindsay Huggins  (14. srpna 1848 Dublin – 24. března 1915 Londýn) byla irsko-anglická vědecká pracovnice a astronomka. Se svým manželem Williamem Hugginsem byla průkopnicí v oblasti spektroskopie a spektroskopické astrofotografie. 
Byla spoluautorkou Atlasu reprezentativních hvězdných spekter (1899) a jedenáctého vydání encyklopedie Encyclopædia Britannica. První vydání vyšlo v letech 1768–1771 v Edinburghu ve Skotsku a bylo vyústěním snahy sebrat veškeré lidské vědění.

## Rodina
Margaret  se narodila 14. srpna 1848 v Dublinu v Irsku. Její rodiče byli John Murray a Helen Lindsay. Otec byl právník, který navštěvoval Edinburskou akademii. Také její o tři roky mladší bratr Robert Douglas navštěvoval Edinburskou akademii a další vzdělávání získal na Trinity College v Dublinu.
Její dědeček Robert Murray byl bohatým úředníkem v Bank of Ireland, ale také se věnoval astronomii. Právě on jí přivedl k zájmu o astronomii. Učil ji o všech souhvězdích, jak je pozorovat a identifikovat.

## Vzdělání

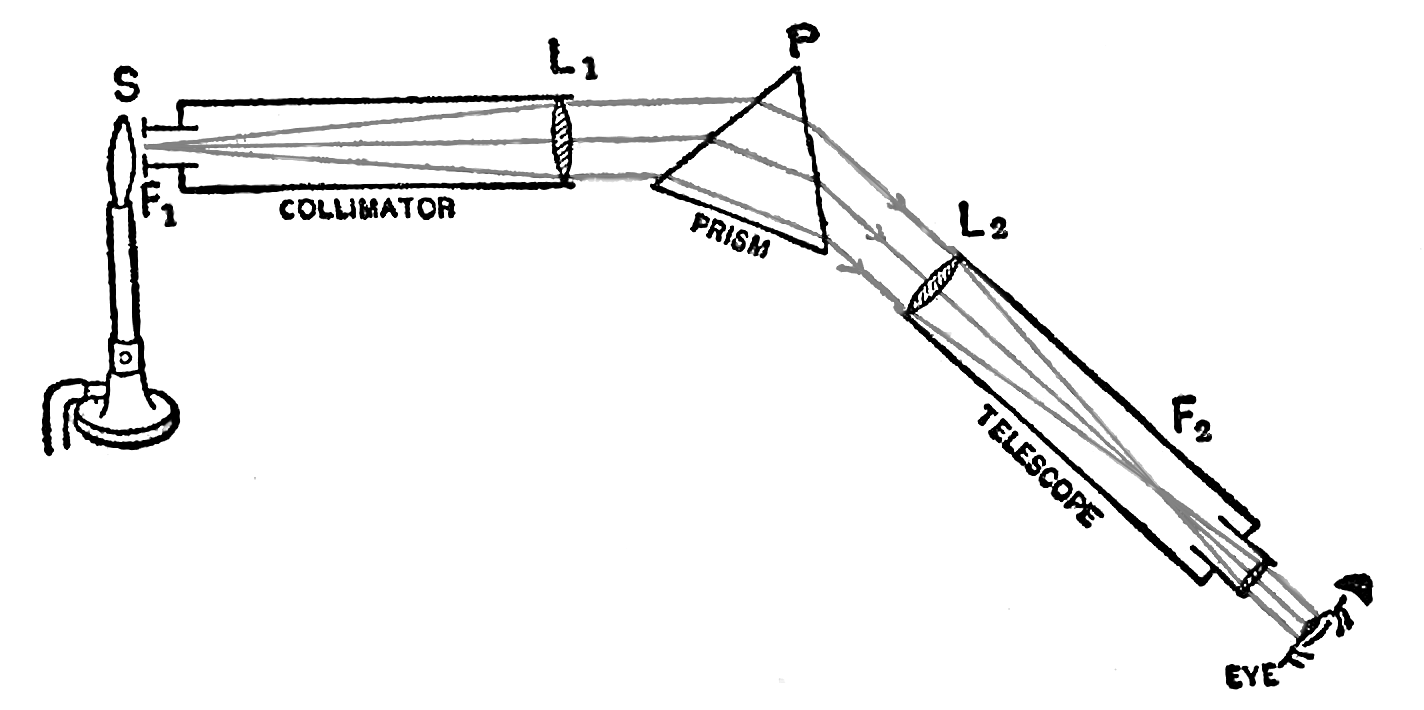
Schéma spektroskopu. Spektroskop rozkládá viditelné spektrum světla na jednotlivé složky a umožňuje je pozorovat. Skládá se z kolimátoru se štěrbinou, disperzního prvku (hranol nebo mřížka) a objektivu spojeného s dalekohledem. Kolimátor vytváří z rozbíhavých paprsků zkoumaného světla paprsky rovnoběžné, které dopadají na disperzní prvek, který zkoumané světlo rozkládá na spektrum. Dalekohled umožňuje podrobnější zkoumání vzniklého spektra.

Margaret byla, jak bylo u dívek v té době obvyklé, vzdělávána soukromě doma. Studovala umění, literaturu, jazyky a hudbu. Strávila také nějaký čas ve škole v anglickém Brightonu. Nezískala však žádné formální vzdělání v oblasti astronomie. Pouze četla populární astronomické knihy, včetně Obrysů astronomie od sira Johna Herschela, která ji nadchla. Začala se také zajímat o fotografii, které se věnovala ve svém volném čase. To později sehrálo významnou roli v její kariéře.
V roce 1873 četla oblíbený měsíčník Good Words, který byl založený ve Spojeném království v roce 1860 skotským vydavatelem Alexandrem Strahanem. Zde našla článek skupiny The British Association for the Advancement of Science (nyní British Science Association) o nedávné práci Williama Hugginse na spektroskopu. Inspirována tímto článkem, sama tento přístroj zkonstruovala.  

## Manželství

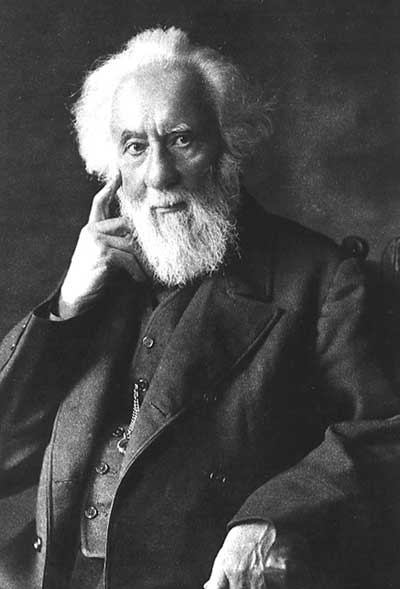
William Huggins (1910), manžel Margaret

Její zájem a schopnosti v oblasti spektroskopie vedly k tomu, že ji výrobce astronomických přístrojů Howard Grubb seznámil s astronomem sirem Williamem Hugginsem (1824 – 1910). Již před jejich prvním setkáním byla Margaret jeho vášnivou obdivovatelkou. Bylo to osudové setkání, jejich obdiv se stal vzájemným a Margaret se za něj provdala 8. září 1875. Stala se jeho spolupracovnicí ve fotografickém výzkumu a jejich partnerství bylo popsáno jako jedno z nejúspěšnějších manželských partnerství v oblasti astronomie.
Oba se věnovali výzkumu a vzájemně se inspirovali. Jejich spolupráce vyústila v řadu astronomických objevů. Margaret měla na starosti vizuální pozorování, zatímco během nocí společně sbírali fotografická spektra.  Byli první, kdo pozorovali a identifikovali řadu vodíkových čar ve spektru hvězdy Vega. Podrobné zápisky dvojice přispěly k jejich první publikaci v roce 1889, která pojednávala o studiu spekter planet. Byli také mezi těmi, kteří pozorovali Novu v roce 1892, Nova Aurigae. V roce 1903 Margaret a William Hugginsovi publikovali svůj poslední vědecký výzkum spekter některých radioaktivních látek. 
Jejich domov fungoval spíše jako pracovní prostor a nikdy neměli děti. 

## Kariéra
- Již ve svém mládí se Margaret naučila základním dovednostem fotografování a později je použila ve svého výzkumu. Pracovala nejenom po boku svého manžela jako asistentka, ale vedla mnoho vlastních výzkumných projektů.

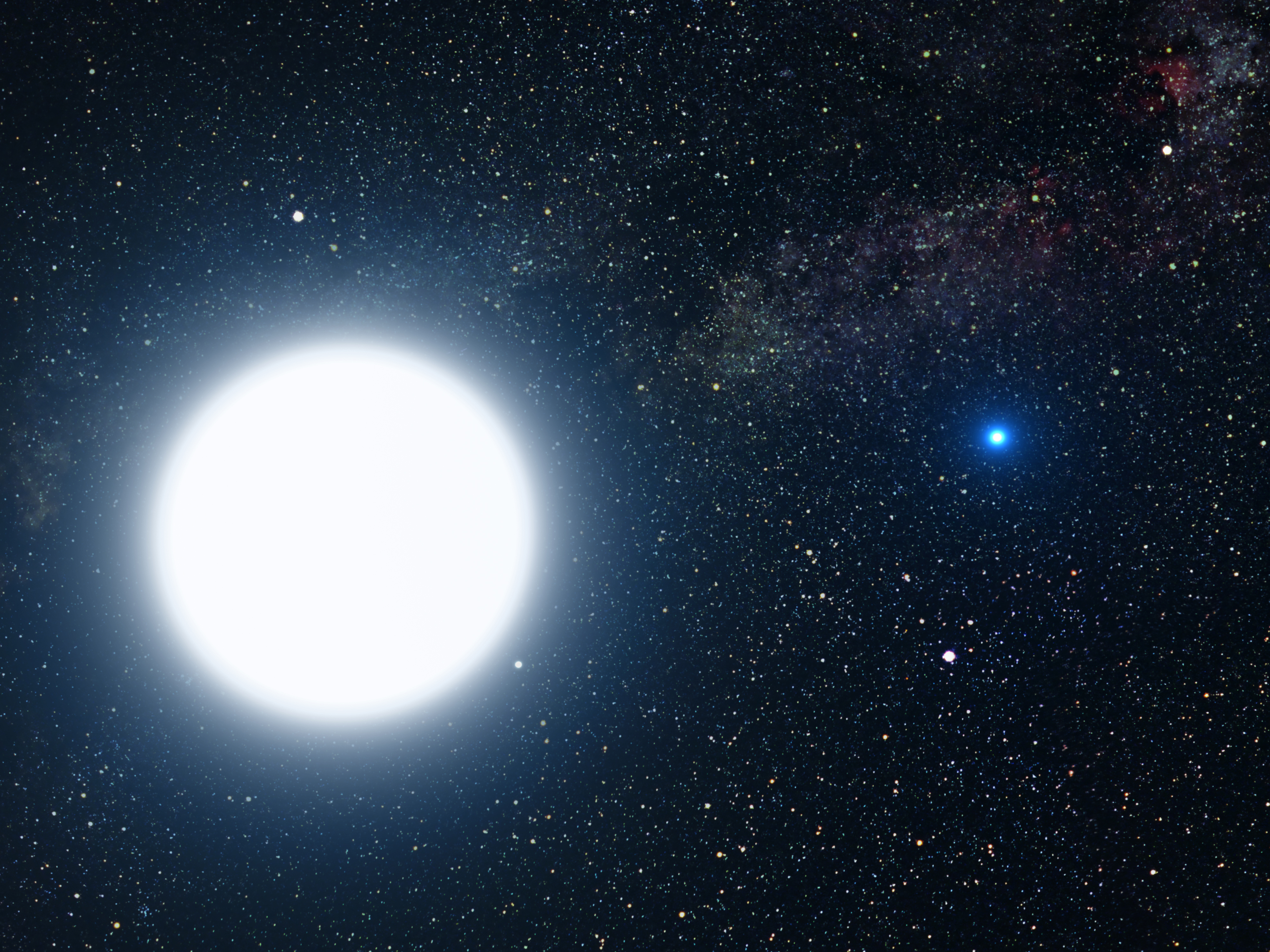
Umělecký snímek hvězd: větší Sirius A a menší Sirius B

- V roce 1875 společně s manželem začali fotografické experimenty, které byly pečlivě zdokumentovány v poznámkových blocích observatoře v Tulse Hill (čtvrť v londýnské čtvrti Lambeth v jižním Londýně). Jejich rané experimenty se věnovaly objektům Sirius a Venuše. Používaly různé techniky k jejich zachycení, například mokrých a suchých desek.

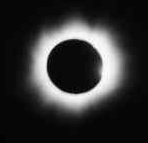
Korona slunce viditelná při zatmění

- Margaret velmi technicky vylepšila jejich observatoř v Tulse Hill a tím se dostali do popředí v používání spektroskopické astrofotografie.
- Během roku 1880 se dvojice věnovala dvěma projektům. První se pokoušel fotografovat sluneční korónu a druhý zkoumal různé mlhoviny. Druhý projekt znamenal milník pro Margaret, neboť byla poprvé zmíněna jako spoluautorka článku.

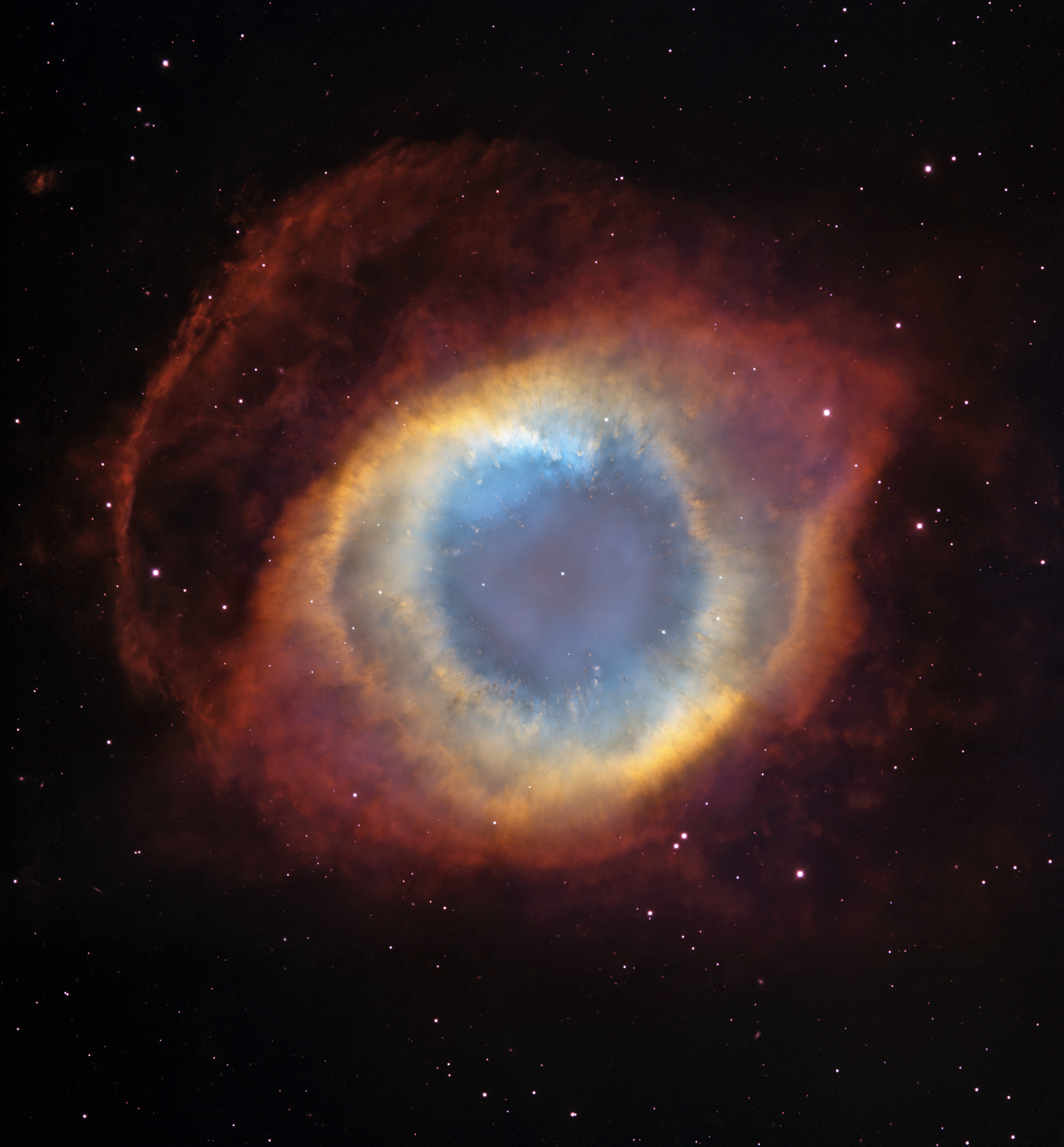
Planetární mlhovina Helix, NGC 7293 (nejjasnější planetární mlhovina a pravděpodobně nejbližší ke Slunci)

- Planetární mlhovina Helix, NGC 7293 (nejjasnější planetární mlhovina a pravděpodobně nejbližší ke Slunci)Jako rovnocenní partneři spolupracovali manželé Hugginsovi pětatřicet let.

## Smrt a odkaz
Margaretin manžel byl o 24 let starší a zemřel v roce 1910. Margaret plánovala napsat životopis svého zesnulého manžela, ale to se jí nepodařilo. Po jeho smrti onemocněla, podstoupila různé operace a strávila nějaký čas v nemocnici. 
Vědoma si své nemoci, rozhodla se darovat některé své astronomické sbírky, včetně ceněných astronomických artefaktů, Wellesley College ve Spojených státech. Margaret také velmi obdivovala úspěchy amerických žen v akademickém světě a podporovala vzdělávání žen.
Margaret zemřela 24. března 1915 ve věku 66 let. Byla zpopelněna a její popel uložen vedle manželova v Golder's Green Crematorium. Ve své závěti vyslovila přání postavit v katedrále svatého Pavla v Londýně na počest jejího manžela památník. Tento památník se skládá z dvojice medailonů, které jsou popsány William Huggins, astronom 1824–1910 a druhý Margaret Lindsay Huggins, 1848–1915, jeho manželka a spolupracovnice.
V roce 1997 byla instalována pamětní deska na dům v 23 Longford Terrace, Monkstown Dublin, ve kterém vyrůstala.

## Publikace
- Nekrolog, William Lassell, 1880
- Astronomická kresba, 1882
- Nekrolog, Warren de la Rue, 1889
- Na nové skupině čar ve fotografickém spektru Síria, 1890
- Systém hvězd, 1890
- O jasných hvězdách Wolfa a Rayeta v Cygnusu, 1891
- Astroláb, 1895
- Astroláb. II. Dějiny, 1895
- Spektroskopické poznámky, 1897
- Atlas reprezentativních hvězdných spekter od λ 4870 do λ 3300, 1899
- Nekrolog, Agnes Mary Clerke, 1907